# Хронологія світових рекордів з плавання на дистанції 200 метрів на спині

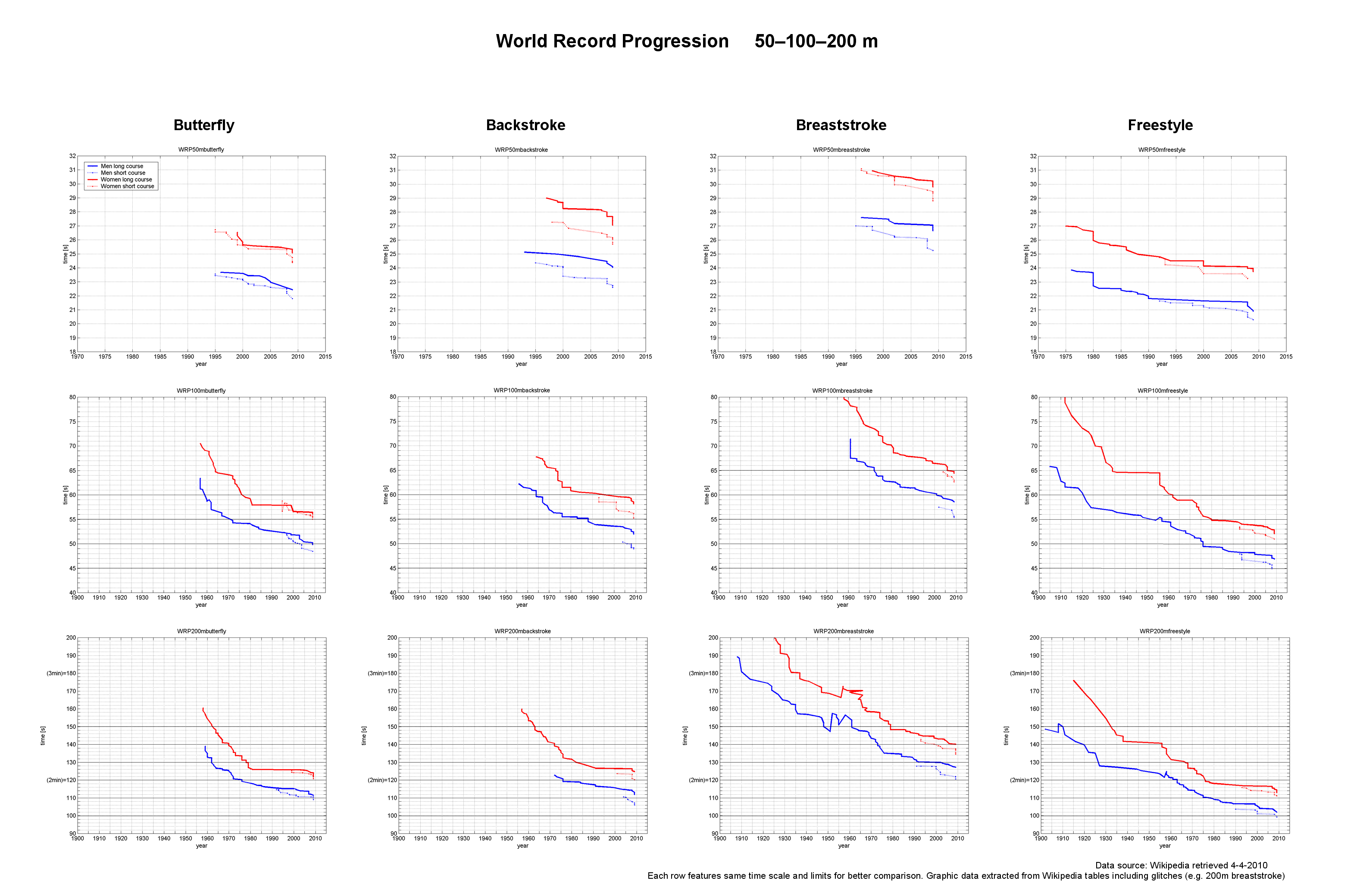
Графіки встановлення світових рекордів з плавання серед чоловіків та жінок на дистанціях 50 м-100 м-200 м на довгій та короткій воді батерфляєм, на спині, брасом і вільним стилем

У цій статті подано хронологію світових рекордів з плавання на дистанції 200 метрів на спині на довгій (50 м) та короткій воді (25 м). Ці рекорди реєструє/визнає Міжнародна федерація плавання (ФІНА), яка наглядає за міжнародними змаганнями з водних видів спорту. Рекорди на довгій воді історично старіші, ніж на короткій, що їх офіційно реєструють від початку 1990-х років.
Різке поліпшення світових рекордів у 2008/2009 роках збіглося в часі з запровадженням поліуретанових плавальних костюмів фірм Speedo (LZR, 50% поліуретану) 2008 року та Arena (X-Glide), Adidas (Hydrofoil), Jaked (всі зі 100% поліуретану) 2009 року. У січні 2010 ФІНА заборонила плавальні костюми зроблені з будь-якого матеріалу окрім текстилю. Крім того, FINA опублікувала список дозволених плавальних костюмів.

## Чоловіки

### На довгій воді

#### За старими правилами
| №  | Час    | Ім'я           | Країна    | Дата            | Місце проведення               |
| -- | ------ | -------------- | --------- | --------------- | ------------------------------ |
| 1  | 3'04"4 | Оскар Шиле     | Німеччина | 27 червня 1909  | Берлін (Німеччина)             |
| 2  | 2'59"8 | Ґеорґе Арнольд | Німеччина | 3 січня 1910    | Магдебург (Німеччина)          |
| 3  | 2'56"4 | Моріс Вехессер | Бельгія   | 18 жовтня 1910  | Схарбек (Бельгія)              |
| 4  | 2'50"6 | Германн Пенц   | Німеччина | 11 березня 1911 | Магдебург (Німеччина)          |
| 5  | 2'48"4 | Отто Фар       | Німеччина | 3 квітня 1912   | Магдебург (Німеччина)          |
| 6  | 2'47"1 | Волтер Лауфер  | США       | 24 червня 1926  | Бремен (Німеччина)             |
| 7  | 2'44"9 | Волтер Лауфер  | США       | 11 липня 1926   | Нюрнберг (Німеччина)           |
| 8  | 2'38"8 | Волтер Лауфер  | США       | 13 липня 1926   | Магдебург (Німеччина)          |
| 9  | 2'37"8 | Іріе Тосіо     | Японія    | 14 жовтня 1928  | Тамаґава (Японія)              |
| 10 | 2'32"2 | Джордж Кояк    | США       | 16 червня 1930  | Нью-Гейвен (Коннектикут) (США) |
| 11 | 2'27"8 | Ел Ванде Веге  | США       | 30 серпня 1934  | Гонолулу (Гаваї)               |
| 12 | 2'24"0 | Адольф Кіфер   | США       | 11 квітня 1935  | Чикаго (США)                   |
| 13 | 2'23"0 | Адольф Кіфер   | США       | 23 травня 1941  | Гонолулу (Гаваї)               |
| 14 | 2'22"9 | Гаррі Голідей  | США       | 18 травня 1943  | Детройт (США)                  |
| 15 | 2'19"3 | Адольф Кіфер   | США       | 4 березня 1944  | Аннаполіс (Меріленд) (США)     |
| 16 | 2'18"5 | Аллен Стек     | США       | 4 травня 1949   | Нью-Гейвен (Коннектикут) (США) |
| 17 | 2'18"3 | Жильбер Бозон  | Франція   | 26 червня 1953  | Алжир (Алжир)                  |

#### За новими правилами
| # | Час     |   | Ім'я               | Країна    | Дата              | Змагання                                             | Місце                                                   | Пос.         |
| - | ------- | - | ------------------ | --------- | ----------------- | ---------------------------------------------------- | ------------------------------------------------------- | ------------ |
|   | 2:18.5  |   | Аллен Стек         | США       | 4 травня 1949     | -                                                    | Нью-Гейвен (Коннектикут), Сполучені Штати Америки       | [ 7 ] [ 8 ]  |
|   | 2:18.3  |   | Жильбер Бозон      | Франція   | 26 червня 1953    | -                                                    | Алжир (Місто), Алжир                                    | [ 7 ]        |
|   | 2:18.8  |   | Джон Монктон       | Австралія | 15 січня 1958     | -                                                    | Сідней, Австралія                                       | [ 7 ]        |
|   | 2:18.4  |   | Джон Монктон       | Австралія | 18 лютого 1958    | -                                                    | Мельбурн, Австралія                                     | [ 7 ]        |
|   | 2:17.9  |   | Френк Маккінні     | США       | 12 липня 1959     | -                                                    | Лос-Алтос, Сполучені Штати Америки                      | [ 7 ] [ 9 ]  |
|   | 2:17.8  |   | Френк Маккінні     | США       | 25 липня 1959     | -                                                    | Осака, Японія                                           | [ 7 ] [ 10 ] |
|   | 2:17.6  |   | Чак Біттік         | США       | 26 червня 1960    | -                                                    | Лос-Анджелес, Сполучені Штати Америки                   | [ 7 ]        |
|   | 2:16.0  |   | Том Сток           | США       | 24 липня 1960     | -                                                    | Толідо, Сполучені Штати Америки                         | [ 7 ]        |
|   | 2:13.2  |   | Том Сток           | США       | 2 липня 1961      | -                                                    | Чикаго, Сполучені Штати Америки                         | [ 7 ]        |
|   | 2:11.5  |   | Том Сток           | США       | 20 серпня 1961    | -                                                    | Лос-Анджелес, Сполучені Штати Америки                   | [ 7 ]        |
|   | 2:10.9  |   | Том Сток           | США       | 10 серпня 1962    | -                                                    | Каягога-Фолс (Огайо), Сполучені Штати Америки           | [ 7 ]        |
|   | 2:10.3  |   | Джед Ґріф          | США       | 13 жовтня 1964    | Літні Олімпійські ігри 1964                          | Токіо, Японія                                           | [ 7 ]        |
|   | 2:09.4  |   | Чарлі Гіккокс      | США       | 29 серпня 1967    | літня універсіада 1967                               | Токіо, Японія                                           | [ 7 ]        |
|   | 2:07.9  |   | Роланд Маттес      | НДР       | 8 листопада 1967  | -                                                    | Лейпциг, НДР                                            | [ 7 ]        |
|   | 2:07.5  |   | Роланд Маттес      | НДР       | 14 серпня 1968    | Відбіркові змагання до олімпійської збірної НДР      | Лейпциг, НДР                                            | [ 7 ]        |
|   | 2:07.4  |   | Роланд Маттес      | НДР       | 12 липня 1969     | Santa Clara Invitational                             | Санта-Клара (Каліфорнія), Сполучені Штати Америки       | [ 7 ] [ 11 ] |
|   | 2:06.6  |   | Ґері Голл          | США       | 14 серпня 1969    | AAU Nationals                                        | Луїсвілл, Сполучені Штати Америки                       | [ 7 ]        |
|   | 2:06.6  | = | Роланд Маттес      | НДР       | 29 серпня 1969    | -                                                    | Берлін, Федеративна Республіка Німеччина (1949—1990)    | [ 7 ]        |
|   | 2:06.3  |   | Майк Стамм         | США       | 20 серпня 1970    | AAU Nationals                                        | Лос-Анджелес, Сполучені Штати Америки                   | [ 7 ]        |
|   | 2:06.1  |   | Роланд Маттес      | НДР       | 11 вересня 1970   | Чемпіонат Європи                                     | Барселона, Іспанія                                      | [ 7 ]        |
|   | 2:05.6  |   | Роланд Маттес      | НДР       | 3 вересня 1971    | GDR vs USA Duel                                      | Лейпциг, НДР                                            | [ 7 ]        |
|   | 2:02.8  |   | Роланд Маттес      | НДР       | 10 липня 1972     | Відбіркові змагання до олімпійської збірної НДР      | Лейпциг, НДР                                            | [ 7 ]        |
|   | 2:02.82 | = | Роланд Маттес      | НДР       | 2 вересня 1972    | Літні Олімпійські ігри 1972                          | Мюнхен, Федеративна Республіка Німеччина (1949—1990)    | [ 7 ]        |
|   | 2:01.87 |   | Роланд Маттес      | НДР       | 6 вересня 1973    | Чемпіонат світу                                      | Белград, Соціалістична Федеративна Республіка Югославія | [ 7 ]        |
|   | 2:00.64 |   | Джон Нейбер        | США       | 19 червня 1976    | Відбіркові змагання до олімпійської збірної США      | Лонг-Біч, Сполучені Штати Америки                       | [ 7 ]        |
|   | 1:59.19 |   | Джон Нейбер        | США       | 24 липня 1976     | Літні Олімпійські ігри 1976                          | Монреаль, Канада                                        | [ 7 ]        |
|   | 1:58.93 |   | Рік Кері           | США       | 3 серпня 1983     | Чемпіонат США 1983                                   | Кловіс, Сполучені Штати Америки                         | [ 7 ] [ 12 ] |
|   | 1:58.86 |   | Рік Кері           | США       | 27 червня 1984    | Відбіркові змагання до олімпійської збірної США 1984 | Індіанаполіс, Сполучені Штати Америки                   | [ 7 ]        |
|   | 1:58.41 |   | Сергій Заболотнов  | СРСР      | 21 серпня 1984    | Дружба-84                                            | Москва, Союз Радянських Соціалістичних Республік        | [ 7 ]        |
|   | 1:58.14 |   | Ігор Полянський    | СРСР      | 3 березня 1985    | GDR vs URS Duel                                      | Ерфурт, НДР                                             | [ 7 ]        |
|   | 1:57.30 |   | Мартін Суберо      | Іспанія   | 13 серпня 1991    | Літній чемпіонат США 1991                            | Форт-Лодердейл, Сполучені Штати Америки                 | [ 7 ] [ 13 ] |
|   | 1:56.57 |   | Мартін Суберо      | Іспанія   | 23 листопада 1991 | Alabama LC Invitational                              | Таскалуса, Сполучені Штати Америки                      | [ 7 ] [ 14 ] |
|   | 1:55.87 |   | Ленні Крайзельбург | США       | 27 серпня 1999    | Пантихоокеанський чемпіонат 1999                     | Сідней, Австралія                                       | [ 7 ]        |
|   | 1:55.15 |   | Аарон Пірсол       | США       | 20 березня 2002   | Весняний чемпіонат США                               | Minneapolis, Сполучені Штати Америки                    | [ 7 ]        |
|   | 1:54.74 |   | Аарон Пірсол       | США       | 12 липня 2004     | Відбіркові змагання до олімпійської збірної США      | Лонг-Біч, Сполучені Штати Америки                       | [ 7 ]        |
|   | 1:54.66 |   | Аарон Пірсол       | США       | 29 липня 2005     | Чемпіонат світу 2005                                 | Монреаль, Канада                                        | [ 7 ]        |
|   | 1:54.44 |   | Аарон Пірсол       | США       | 19 серпня 2006    | Пантихоокеанський чемпіонат 2006                     | Вікторія, Канада                                        |              |
|   | 1:54.32 |   | Раян Лохте         | США       | 30 березня 2007   | Чемпіонат світу 2007                                 | Мельбурн, Австралія                                     |              |
|   | 1:54.32 | = | Аарон Пірсол       | США       | 4 липня 2008      | Відбіркові змагання до олімпійської збірної США 2008 | Омаха, Сполучені Штати Америки                          |              |
|   | 1:53.94 |   | Раян Лохте         | США       | 15 серпня 2008    | Літні Олімпійські ігри 2008                          | Пекін, Китай                                            |              |
|   | 1:53.08 |   | Аарон Пірсол       | США       | 11 липня 2009     | Літній чемпіонат США 2009                            | Індіанаполіс, Сполучені Штати Америки                   |              |
|   | 1:51.92 |   | Аарон Пірсол       | США       | 31 липня 2009     | Чемпіонат світу 2009                                 | Рим, Італія                                             |              |

### На короткій воді
| #   | Час     |   | Ім'я                | Країна    | Дата              | Змагання                          | Місце                                 | Пос.   |
| --- | ------- | - | ------------------- | --------- | ----------------- | --------------------------------- | ------------------------------------- | ------ |
| WBT | 1:55.93 |   | Марк Тьюксбері      | Канада    | 1 березня 1991    | Етап Кубка світу                  | Торонто, Канада                       |        |
| 01  | 1:52.51 |   | Мартін Лопес-Суберо | Іспанія   | 10 квітня 1991    | ?                                 | Гейнсвілл, Сполучені Штати Америки    | [ 15 ] |
| 02  | 1:52.47 |   | Ленні Крайзельбург  | США       | 18 листопада 1999 | Етап Кубка світу                  | Колледж-Парк, Сполучені Штати Америки | [ 16 ] |
| 03  | 1:52.43 |   | Ленні Крайзельбург  | США       | 6 лютого 2000     | Етап Кубка світу                  | Берлін, Німеччина                     | [ 17 ] |
| 04  | 1:51.62 |   | Метт Велш           | Австралія | 13 жовтня 2000    | ?                                 | Мельбурн, Австралія                   |        |
| 05  | 1:51.62 | = | Гордан Кожуль       | Хорватія  | 21 січня 2001     | Етап Кубка світу                  | Берлін, Німеччина                     |        |
| 06  | 1:51.17 |   | Аарон Пірсол        | США       | 7 квітня 2002     | Чемпіонат світу на короткій воді  | Москва, Росія                         |        |
| 07  | 1:50.52 |   | Аарон Пірсол        | США       | 11 жовтня 2004    | Чемпіонат світу на короткій воді  | Індіанаполіс, Сполучені Штати Америки |        |
| 08  | 1:50.43 |   | Маркус Роган        | Австрія   | 8 грудня 2005     | Чемпіонат Європи на короткій воді | Trieste, Італія                       |        |
| 09  | 1:49.05 |   | Раян Лохте          | США       | 9 квітня 2006     | Чемпіонат світу на короткій воді  | Шанхай, Китай                         |        |
| 10  | 1:47.84 |   | Маркус Роган        | Austria   | 13 квітня 2008    | Чемпіонат світу на короткій воді  | Манчестер, Об'єднане Королівство      |        |
| 11  | 1:47.08 |   | Джордж дю Ренд      | ПАР       | 7 листопада 2009  | Етап Кубка світу                  | Москва, Росія                         |        |
| 12  | 1:46.11 |   | Аркадій В'ятчанін   | Росія     | 15 листопада 2009 | Етап Кубка світу                  | Берлін, Німеччина                     |        |
| 13  | 1:45.63 |   | Мітч Ларкін         | Австралія | 27 листопада 2015 | Чемпіонат Австралії               | Сідней, Австралія                     | [ 18 ] |

## Жінки

### На довгій воді

#### За старими правилами
| No | Час    | Ім'я             | Країна          | Дата              | Місце проведення                         |
| -- | ------ | ---------------- | --------------- | ----------------- | ---------------------------------------- |
| 1  | 3'06"8 | Сібіл Бауер      | США             | 4 липня 1922      | Брайтон-Біч (США)                        |
| 2  | 3'03"8 | Сібіл Бауер      | США             | 9 лютого 1924     | Маямі (США)                              |
| 3  | 2'59"2 | Марі Браун       | Нідерланди      | 24 November 1928  | Брюссельський столичний регіон (Бельгія) |
| 4  | 2'58"8 | Еленор Голм      | США             | 1 лютого 1930     | Buffalo (США)                            |
| 5  | 2'58"2 | Еленор Голм      | США             | 1 березня 1930    | Нью-Йорк (США)                           |
| 6  | 2'50"4 | Філліс Гардінґ   | Велика Британія | 19 вересня 1932   | Wallasey (Велика Британія)               |
| 7  | 2'49"6 | Рі Мастенбрук    | Нідерланди      | 20 січня 1935     | Амстердам (Нідерланди)                   |
| 8  | 2'48"7 | Еленор Голм      | США             | 3 березня 1936    | Толідо (США)                             |
| 9  | 2'44"6 | Ніда Сенфф       | Нідерланди      | 2 лютого 1937     | Амстердам (Нідерланди)                   |
| 10 | 2'41"3 | Раґнгільд Гвеґер | Данія           | 14 лютого 1937    | Орхус (Данія)                            |
| 11 | 2'41"0 | Кор Кінт         | Нідерланди      | 17 квітня 1938    | Орхус (Данія)                            |
| 12 | 2'40"6 | Іет ван Феґґелен | Нідерланди      | 26 жовтня 1938    | Дюссельдорф (Німеччина)                  |
| 13 | 2'39"0 | Іет ван Феґґелен | Нідерланди      | 18 грудня 1938    | Амстердам (Нідерланди)                   |
| 14 | 2'38"8 | Кор Кінт         | Нідерланди      | 29 листопада 1939 | Роттердам (Нідерланди)                   |
| 15 | 2'35"3 | Гертьє Вілема    | Нідерланди      | 2 квітня 1950     | Гілверсюм (Нідерланди)                   |

#### За новими правилами
| #  | Час     |    | Ім'я              | Країна        | Дата            | Змагання                                                | Місце                                                         | Пос.   |
| -- | ------- | -- | ----------------- | ------------- | --------------- | ------------------------------------------------------- | ------------------------------------------------------------- | ------ |
| 01 | 2:39.9  |    | Філіппа Ґоулд     | Нова Зеландія | 16 січня 1957   | ?                                                       | Окленд, Нова Зеландія                                         | [ 19 ] |
| 02 | 2:38.5  |    | Лені де Нейс      | Нідерланди    | 17 травня 1957  | ?                                                       | Блекпул, Об'єднане Королівство                                |        |
| 03 | 2:37.4  |    | Кріс фон Зальца   | USA           | 1 серпня 1958   | ?                                                       | Топіка (Канзас), Сполучені Штати Америки                      |        |
| 04 | 2:37.1  |    | Сатоко Танака     | Японія        | 12 липня 1959   | ?                                                       | Токіо, Японія                                                 |        |
| 05 | 2:34.8  |    | Сатоко Танака     | Японія        | 2 квітня 1960   | ?                                                       | Токіо, Японія                                                 |        |
| 06 | 2:33.5  |    | Лінн Берк         | USA           | 15 липня 1960   | ?                                                       | Індіанаполіс, Сполучені Штати Америки                         |        |
| 07 | 2:33.3  |    | Сатоко Танака     | Японія        | 23 липня 1960   | ?                                                       | Токіо, Японія                                                 |        |
| 08 | 2:33.2  |    | Сатоко Танака     | Японія        | 30 липня 1961   | ?                                                       | Токіо, Японія                                                 |        |
| 09 | 2:32.1  |    | Сатоко Танака     | Японія        | 3 червня 1962   | ?                                                       | Беппу, Японія                                                 |        |
| 10 | 2:31.6  |    | Сатоко Танака     | Японія        | 29 липня 1962   | ?                                                       | Осака, Японія                                                 |        |
| 11 | 2:29.6  |    | Сатоко Танака     | Японія        | 10 лютого 1963  | ?                                                       | Сідней, Австралія                                             |        |
| 12 | 2:28.9  |    | Сатоко Танака     | Японія        | 18 лютого 1963  | ?                                                       | Перт, Австралія                                               |        |
| 13 | 2:28.5  |    | Сатоко Танака     | Японія        | 21 лютого 1963  | ?                                                       | Перт, Австралія                                               |        |
| 14 | 2:28.2  |    | Сатоко Танака     | Японія        | 4 серпня 1963   | ?                                                       | Токіо, Японія                                                 |        |
| 15 | 2:27.4  |    | Кеті Ферґюсон     | USA           | 28 вересня 1964 | ?                                                       | Лос-Анджелес, Сполучені Штати Америки                         |        |
| 16 | 2:27.1  |    | Керен Мюїр        | ПАР           | 25 липня 1966   | ?                                                       | Безьє (Еро), Франція                                          |        |
| 17 | 2:26.4  |    | Керен Мюїр        | ПАР           | 18 серпня 1966  | ?                                                       | Лінкольн, Сполучені Штати Америки                             |        |
| 18 | 2:24.4  |    | Елен Таннер       | Канада        | 26 липня 1967   | Панамериканські ігри                                    | Вінніпег, Канада                                              |        |
| 19 | 2:24.1  |    | Керен Мюїр        | ПАР           | 6 січня 1968    | ?                                                       | Кімберлі, Південно-Африканська Республіка                     |        |
| 20 | 2:23.8  |    | Керен Мюїр        | ПАР           | 21 липня 1968   | ?                                                       | Лос-Анджелес, Сполучені Штати Америки                         |        |
| 21 | 2:21.5  |    | Сьюзі Етвуд       | USA           | 14 серпня 1969  | AAU Nationals                                           | Луїсвілл, Сполучені Штати Америки                             |        |
| 22 | 2:20.64 |    | Мелісса Белоут    | USA           | 5 серпня 1972   | Відбіркові змагання до олімпійської збірної США         | Чикаго, Сполучені Штати Америки                               |        |
| 23 | 2:20.58 |    | Мелісса Белоут    | USA           | 4 вересня 1972  | Олімпійські ігри                                        | Мюнхен, Федеративна Республіка Німеччина (1949—1990)          |        |
| 24 | 2:19.19 |    | Мелісса Белоут    | USA           | 4 вересня 1972  | Олімпійські ігри                                        | Мюнхен, Федеративна Республіка Німеччина (1949—1990)          |        |
| 25 | 2:18.41 |    | Ульріке Ріхтер    | НДР           | 7 липня 1974    | Чемпіонат НДР і відбіркові змагання на чемпіонат Європи | Росток, НДР                                                   |        |
| 26 | 2:17.35 |    | Ульріке Ріхтер    | НДР           | 25 серпня 1974  | Чемпіонат Європи                                        | Відень, Австрія                                               |        |
| 27 | 2:16.33 |    | Ненсі Ґарапік     | Канада        | 27 квітня 1975  | Eastern Championships                                   | Брантфорд, Канада                                             |        |
| 28 | 2:16.10 |    | Бірґіт Трайбер    | НДР           | 6 червня 1975   | Чемпіонат НДР і відбіркові змагання на чемпіонат світу  | Віттенберг, НДР                                               |        |
| 29 | 2:15.46 |    | Бірґіт Трайбер    | НДР           | 27 липня 1975   | Чемпіонат світу                                         | Калі (місто), Колумбія                                        |        |
| 30 | 2:14.41 |    | Антьє Штілле      | НДР           | 29 лютого 1976  | Зимовий чемпіонат НДР                                   | Східний Берлін, НДР                                           |        |
| 31 | 2:13.50 |    | Антьє Штілле      | НДР           | 13 березня 1976 | URS vs GDR Duel                                         | Таллінн, Союз Радянських Соціалістичних Республік             |        |
| 32 | 2:12.47 |    | Бірґіт Трайбер    | НДР           | 4 червня 1976   | Відбіркові змагання до олімпійської збірної НДР         | Східний Берлін, НДР                                           |        |
| 33 | 2:11.93 |    | Лінда Джезек      | USA           | 28 серпня 1978  | Чемпіонат світу                                         | Західний Берлін, Федеративна Республіка Німеччина (1949—1990) |        |
| 34 | 2:11.77 |    | Ріка Райніш       | НДР           | 27 липня 1980   | Олімпійські ігри                                        | Москва, Союз Радянських Соціалістичних Республік              |        |
| 35 | 2:09.91 |    | Корнелія Зірх     | НДР           | 8 серпня 1982   | Чемпіонат світу                                         | Гуаякіль, Еквадор                                             |        |
| 36 | 2:08.60 |    | Бетсі Мітчелл     | USA           | 27 червня 1986  | Відбіркові змагання до збірної США на чемпіонат світу   | Орландо, Сполучені Штати Америки                              |        |
| 37 | 2:06.62 |    | Крістіна Егерсегі | Угорщина      | 25 серпня 1991  | Чемпіонат Європи                                        | Афіни, Греція                                                 |        |
| 38 | 2:06.39 |    | Керсті Ковентрі   | Зімбабве      | 16 лютого 2008  | USA Grand Prix meet-Missouri                            | Колумбія, Сполучені Штати Америки                             |        |
| 39 | 2:06.09 |    | Маргарет Гользер  | USA           | 5 липня 2008    | Відбіркові змагання до олімпійської збірної США         | Омаха, Сполучені Штати Америки                                |        |
| 40 | 2:05.24 |    | Керсті Ковентрі   | Зімбабве      | 16 серпня 2008  | Олімпійські ігри                                        | Пекін, Китай                                                  | [ 20 ] |
| 41 | 2:04.81 |    | Керсті Ковентрі   | Зімбабве      | 1 серпня 2009   | Чемпіонат світу                                         | Рим, Італія                                                   |        |
| 42 | 2:04.06 |    | Міссі Франклін    | USA           | 3 серпня 2012   | літні Олімпійські ігри 2012                             | Лондон, Велика Британія                                       |        |
| 43 | 2:03.35 | пф | Реган Сміт        | США           | 26 липня 2019   | Чемпіонат світу                                         | Кванджу, Південна Корея                                       | [ 21 ] |
| 44 | 2:03.14 |    | Кейлі Маккіон     | Австралія     | 10 березня 2023 | Чемпіонат Нового Південного Уельсу                      | Сідней, Австралія                                             | [ 22 ] |

### На короткій воді
| #   | Час     |  | Ім'я              | Країна          | Дата              | Змагання            | Місце                              | Пос.   |
| --- | ------- |  | ----------------- | --------------- | ----------------- | ------------------- | ---------------------------------- | ------ |
| WBT | ?       |  | ?                 | ?               | 1 березня 1991    | Кубок світу         | Берлін, Німеччина                  |        |
| 01  | 2:07.11 |  | Анна Симчич       | Нова Зеландія   | 1 лютого 1992     | Кубок світу         | Париж, Франція                     |        |
| 02  | 2:06.09 |  | Хе Цихун          | Китай           | 5 грудня 1993     | Чемпіонат світу     | Пальма (місто), Іспанія            | [ 23 ] |
| 03  | 2:05.83 |  | Клементайн Стоуні | Австралія       | 4 серпня 2001     | Чемпіонат Австралії | Перт, Австралія                    | [ 23 ] |
| 04  | 2:04.44 |  | Сара Прайс        | Велика Британія | 5 серпня 2001     | Чемпіонат Австралії | Перт, Австралія                    | [ 23 ] |
| 05  | 2:03.62 |  | Наталі Коглін     | США             | 27 листопада 2001 | Кубок світу         | Іст-Медоу, Сполучені Штати Америки |        |
| 06  | 2:03.24 |  | Рейко Накамура    | Японія          | 23 лютого 2008    | Japan Open 2008     | Токіо, Японія                      |        |
| 07  | 2:00.91 |  | Керсті Ковентрі   | Зімбабве        | 11 квітня 2008    | Чемпіонат світу     | Манчестер, Об'єднане Королівство   |        |
| 08  | 2:00.18 |  | Шіхо Сакаї        | Японія          | 14 листопада 2009 | Кубок світу         | Берлін, Німеччина                  |        |
| 09  | 2:00.03 |  | Міссі Франклін    | США             | 22 жовтня 2011    | Кубок світу         | Берлін, Німеччина                  |        |
| 10  | 1:59.23 |  | Катінка Хоссу     | Угорщина        | 5 грудня 2014     | Чемпіонат світу     | Доха, Катар                        | [ 24 ] |
| 11  | 1:58.94 |  | Кейлі Маккіон     | Австралія       | 28 листопада 2020 | Чемпіонат Австралії | Брисбен, Австралія                 | [ 25 ] |
| 12  | 1:58.83 |  | Реган Сміт        | США             | 2 листопада 2024  | Кубок світу         | Сінгапур, Сінгапур                 | [ 26 ] |
| 13  | 1:58.04 |  | Реган Сміт        | США             | 15 грудня 2024    | Чемпіонат світу     | Будапешт, Угорщина                 |        |

## Найкращі 25 за увесь час

### Чоловіки на довгій воді
- Актуально станом на лютий 2024[28]

| Міс. | Час     | Плавець                    | Дата             | Місце        | Пос.   |
| ---- | ------- | -------------------------- | ---------------- | ------------ | ------ |
| 1    | 1:51.92 | Аарон Пірсол (USA)         | 31 липня 2009    | Рим          |        |
| 2    | 1:52.51 | Іріє Рьосуке (JPN)         | 31 липня 2009    | Рим          |        |
| 3    | 1:52.96 | Раян Лохте (USA)           | 29 липня 2011    | Шанхай       |        |
| 4    | 1:53.17 | Мітч Ларкін (AUS)          | 7 листопада 2015 | Дубай        |        |
| 5    | 1:53.23 | Євген Рилов (RUS)          | 8 квітня 2021    | Казань       | [ 29 ] |
| 6    | 1:53.41 | Тайлер Клері (USA)         | 2 серпня 2012    | Лондон       |        |
| 7    | 1:53.57 | Раян Мерфі (USA)           | 9 серпня 2018    | Токіо        |        |
| 8    | 1:53.99 | Сюй Цзяюй (CHN)            | 23 серпня 2018   | Джакарта     |        |
| 9    | 1:54.14 | Хуберт Кош (HUN)           | 28 липня 2023    | Фукуока      | [ 30 ] |
| 10   | 1:54.23 | Хаґіно Косуке (JPN)        | 10 квітня 2014   | Токіо        |        |
| 11   | 1:54.24 | Радослав Кавенцький (POL)  | 2 серпня 2013    | Барселона    |        |
| 12   | 1:54.43 | Люк Грінбенк (GBR)         | 21 травня 2021   | Будапешт     | [ 31 ] |
| 13   | 1:54.59 | Нік Томан (USA)            | 5 серпня 2009    | Федерал-Вей  |        |
| 14   | 1:54.65 | Майкл Фелпс (USA)          | 31 липня 2007    | Індіанаполіс |        |
| 15   | 1:54.75 | Аркадій В'ятчанін (RUS)    | 31 липня 2009    | Рим          |        |
| 16   | 1:54.77 | Джейкоб Пеблі (USA)        | 1 липня 2016     | Омаха        |        |
| 17   | 1:54.79 | Брайс Меффорд (USA)        | 18 червня 2021   | Омаха        |        |
| 18   | 1:54.92 | Ашвін Вільдебур (ESP)      | 31 липня 2009    | Рим          |        |
| 19   | 1:55.14 | Климент Колесников (RUS)   | 28 липня 2017    | Будапешт     |        |
| 20   | 1:55.25 | Станіслав Донець (RUS)     | 30 липня 2009    | Рим          |        |
| 21   | 1:55.30 | Уго Гонсалес (ESP)         | 16 лютого 2024   | Доха         | [ 32 ] |
| 22   | 1:55.34 | Роман Мітюков (SUI)        | 28 липня 2023    | Фукуока      | [ 30 ] |
| 23   | 1:55.35 | Шейн Касас (USA)           | 23 червня 2022   | Будапешт     | [ 33 ] |
| 24   | 1:55.42 | Joshua Edwards-Smith (AUS) | 13 грудня 2022   | Брисбен      | [ 34 ] |
| 25   | 1:55.47 | Джек Конгер (USA)          | 10 липня 2013    | Казань       |        |

#### Нотатки
Нижче подано список інших часів, однакових або кращих за 1:55.47:
- Іріє Рьосуке проплив ще за 1:52.86 (2009), 1:53.26 (2014), 1:53.73 (2009), 1:53.78 (2012), 1:53.91 (2014), 1:54.02 (2009, 2012), 1:54.03 (2012), 1:54.08 (2011), 1:54.09 (2009), 1:54.11 (2011), 1:54.13 (2009), 1:54.14 (2009), 1:54.34 (2011), 1:54.36 (2009), 1:54.54 (2011), 1:54.55 (2011), 1:54.62 (2011, 2015), 1:54.63 (2014), 1:54.72 (2013), 1:54.74 (2009), 1:54.77 (2008), 1:54.80 (2012), 1:54.81 (2014, 2015), 1:54.91 (2014), 1:54.93 (2015), 1:54.97 (2014), 1:55.05 (2012), 1:55.07 (2013), 1:55.10 (2014), 1:55.11 (2018), 1:55.12 (2018), 1:55.14 (2014), 1:55.20 (2009), 1:55.21 (2010), 1:55.23 (2015), 1:55.35 (2020), 1:55.36 (2015), 1:55.38 (2015), 1:55.39 (2013), 1:55.45 (2010).
- Аарон Пірсол проплив ще за 1:53.08 (2009), 1:54.06 (2009), 1:54.32 (2008), 1:54.33 (2008), 1:54.44 (2006), 1:54.66 (2005), 1:54.74 (2004), 1:54.77 (2007), 1:54.80 (2007), 1:54.95 (2004), 1:55.13 (2005), 1:55.14 (2004), 1:55.15 (2002), 1:55.26 (2008), 1:55.33 (2004), 1:55.46 (2007).
- Євген Рилов проплив ще за 1:53.27 (2021), 1:53.36 (2018), 1:53.40 (2019), 1:53.61 (2017), 1:53.71 (2018), 1:53.81 (2017), 1:53.97 (2016), 1:54.00 (2019), 1:54.21 (2016), 1:54.45 (2016, 2021), 1:54.46 (2021), 1:54.60 (2015), 1:54.76 (2016), 1:54.96 (2017), 1:55.02 (2016), 1:55.11 (2021), 1:55.34 (2021), 1:55.43 (2016).
- Мітч Ларкін проплив ще за 1:53.34 (2015), 1:53.58 (2015), 1:53.72 (2015), 1:53.80 (2015), 1:53.90 (2016), 1:53.96 (2016), 1:54.29 (2015), 1:54.38 (2021), 1:54.68 (2016), 1:54.73 (2016), 1:55.03 (2019), 1:55.08 (2016), 1:55.16 (2016), 1:55.26 (2014), 1:55.27 (2014), 1:55.31 (2016), 1:55.38 (2016), 1:55.40 (2018).
- Раян Мерфі проплив ще за 1:53.62 (2016), 1:53.95 (2016), 1:54.07 (2018), 1:54.12 (2019), 1:54.15 (2018, 2021), 1:54.20 (2021), 1:54.21 (2017), 1:54.30 (2017), 1:54.52 (2022), 1:54.83 (2023), 1:54.93 (2017), 1:54.94 (2016), 1:55.00 (2015), 1:55.01 (2022), 1:55.03 (2023), 1:55.04 (2016), 1:55.10 (2015), 1:55.15 (2016), 1:55.22 (2020), 1:55.38 (2021), 1:55.43 (2022), 1:55.46 (2018).
- Раян Лохте проплив ще за 1:53.79 (2013), 1:53.82 (2009), 1:53.94 (2008, 2012), 1:54.12 (2010), 1:54.21 (2009), 1:54.32 (2007), 1:54.34 (2008), 1:54.54 (2012), 1:55.16 (2013), 1:55.26 (2010), 1:55.39 (2009), 1:55.40 (2008, 2012).
- Сюй Цзяюй проплив ще за 1:54.03 (2017), 1:54.79 (2016, 2017), 1:55.04 (2017), 1:55.05 (2014), 1:55.11 (2014), 1:55.13 (2015), 1:55.16 (2016), 1:55.19 (2016), 1:55.20 (2015), 1:55.24 (2019), 1:55.26 (2017, 2020), 1:55.37 (2023), 1:55.42 (2017), 1:55.43 (2018).
- Тайлер Клері проплив ще за 1:54.53 (2009), 1:54.64 (2013), 1:54.69 (2011), 1:54.71 (2012), 1:54.73 (2014), 1:54.88 (2012), 1:54.90 (2010), 1:54.91 (2014), 1:55.16 (2013), 1:55.33 (2016), 1:55.37 (2009).
- Радослав Кавенцький проплив ще за 1:54.55 (2015), 1:55.28 (2012).
- Люк Грінбенк проплив ще за 1:54.62 (2021), 1:54.63 (2021), 1:54.67 (2021), 1:54.72 (2021), 1:54.98 (2021), 1:55.16 (2022), 1:55.34 (2021).
- Хаґіно Косуке проплив ще за 1:54.77 (2014), 1:55.12 (2013), 1:55.43 (2013).
- Джейкоб Пеблі проплив ще за 1:54.78 (2017), 1:54.92 (2016), 1:55.06 (2017), 1:55.18 (2016), 1:55.20 (2017).
- Нік Томан проплив ще за 1:54.83 (2009).
- Аркадій В'ятчанін проплив ще за 1:54.90 (2009), 1:54.93 (2008), 1:55.30 (2014), 1:55.33 (2014), 1:55.44 (2006).
- Ашвін Вільдебур проплив ще за 1:54.96 (2009).
- Климент Колесников проплив ще за 1:55.15 (2017).
- Майкл Фелпс проплив ще за 1:55.30 (2004).
- Станіслав Донець проплив ще за 1:55.36 (2009).
- Роман Мітюков проплив ще за 1:55.40 (2024).
- Шейн Касас проплив ще за 1:55.46 (2022).

### Чоловіки на короткій воді
- Актуально станом на грудень 2023[35]

| Міс. | Час     | Плавець                   | Дата              | Місце      | Пос.   |
| ---- | ------- | ------------------------- | ----------------- | ---------- | ------ |
| 1    | 1:45.63 | Мітч Ларкін (AUS)         | 27 листопада 2015 | Сідней     | [ 36 ] |
| 2    | 1:46.11 | Аркадій В'ятчанін (RUS)   | 15 листопада 2009 | Берлін     | [ 37 ] |
| 3    | 1:46.37 | Євген Рилов (RUS)         | 21 листопада 2020 | Будапешт   |        |
| 4    | 1:46.68 | Раян Лохте (USA)          | 19 грудня 2010    | Дубай      |        |
| 5    | 1:47.08 | Джордж дю Ренд (RSA)      | 7 листопада 2009  | Москва     |        |
| 6    | 1:47.34 | Раян Мерфі (USA)          | 16 грудня 2018    | Ханчжоу    |        |
| 7    | 1:47.38 | Радослав Кавенцький (POL) | 7 грудня 2014     | Доха       |        |
| 8    | 1:47.64 | Маркус Роган (AUT)        | 11 листопада 2009 | Стокгольм  |        |
| 9    | 1:48.01 | Шейн Касас (USA)          | 18 грудня 2022    | Мельбурн   | [ 38 ] |
| 10   | 1:48.02 | Климент Колесников (RUS)  | 13 грудня 2017    | Копенгаген |        |
| 11   | 1:48.25 | Канеко Масакі (JPN)       | 17 січня 2016     | Токіо      |        |
| 12   | 1:48.32 | Сюй Цзяюй (CHN)           | 9 листопада 2018  | Токіо      |        |
| 13   | 1:48.43 | Lorenzo Mora (ITA)        | 10 грудня 2023    | Отопень    | [ 39 ] |
| 14   | 1:48.53 | Люк Грінбенк (GBR)        | 10 грудня 2023    | Отопень    | [ 39 ] |
| 15   | 1:48.55 | Мевен Томак (FRA)         | 10 грудня 2023    | Отопень    | [ 39 ] |
| 16   | 1:48.59 | Джейкоб Пеблі (USA)       | 29 вересня 2021   | Неаполь    | [ 40 ] |
| 17   | 1:48.60 | Тайлер Клері (USA)        | 11 серпня 2013    | Берлін     |        |
| 18   | 1:48.62 | Станіслав Донець (RUS)    | 10 грудня 2009    | Стамбул    |        |
| 19   | 1:48.74 | Метт Греверс (USA)        | 18 грудня 2009    | Манчестер  |        |
| 20   | 1:48.77 | Іріє Рьосуке (JPN)        | 7 грудня 2014     | Доха       |        |
| 21   | 1:48.97 | Крістіан Дінер (GER)      | 21 грудня 2021    | Абу-Дабі   | [ 41 ] |
| 22   | 1:48.98 | Yuki Shirai (JPN)         | 15 лютого 2014    | Токіо      |        |
| 23   | 1:49.06 | Данас Рапшис (LTU)        | 13 грудня 2017    | Копенгаген |        |
| 24   | 1:49.09 | Якуб Скєрка (POL)         | 18 грудня 2020    | Ольштин    |        |
| 25   | 1:49.22 | Ашвін Вільдебур (ESP)     | 11 грудня 2008    | Рієка      |        |

#### Нотатки
Нижче подано список інших часів, однакових або кращих за 1:49.22:
- Аркадій В'ятчанін проплив ще за 1:46.41 (2009), 1:47.66 (2009), 1:48.69 (2009).
- Євген Рилов проплив ще за 1:47.02 (2018), 1:47.88 (2021), 1:48.31 (2020), 1:48.62 (2020), 1:48.69 (2020), 1:48.91 (2019), 1:49.22 (2020).
- Мітч Ларкін проплив ще за 1:47.41 (2016), 1:47.72 (2014), 1:48.25 (2018), 1:48.31 (2016), 1:48.35 (2014), 1:48.51 (2018), 1:48.69 (2014), 1:48.78 (2015), 1:48.81 (2016), 1:49.07 (2018), 1:49.15 (2019).
- Раян Мерфі проплив ще за 1:47.41 (2020, 2022), 1:47.48 (2020), 1:48.03 (2020), 1:48.10 (2021), 1:48.12 (2021), 1:48.40 (2020), 1:48.43 (2021), 1:48.60 (2020), 1:48.73 (2020), 1:48.81 (2020), 1:48.86 (2012).
- Радослав Кавенцький проплив ще за 1:47.63 (2013, 2016), 1:47.90 (2020), 1:48.12 (2020), 1:48.20 (2017), 1:48.23 (2020), 1:48.25 (2018), 1:48.32 (2015), 1:48.33 (2015), 1:48.46 (2017, 2021), 1:48.48 (2012), 1:48.51 (2012, 2020, 2020), 1:48.54 (2013), 1:48.68 (2021), 1:48.79 (2020), 1:48.86 (2020), 1:48.93 (2013), 1:48.96 (2017), 1:49.08 (2016), 1:49.13 (2009), 1:49.15 (2011).
- Маркус Роган проплив ще за 1:47.84 (2008), 1:48.14 (2009).
- Раян Лохте проплив ще за 1:47.91 (2008), 1:48.20 (2014), 1:48.50 (2012), 1:48.90 (2011), 1:49.05 (2006).
- Джордж дю Ренд проплив ще за 1:48.05 (2009), 1:48.95 (2009).
- Шейн Касас проплив ще за 1:48.40 (2022), 1:48.81 (2021), 1:48.99 (2022).
- Lorenzo Mora проплив ще за 1:48.45 (2022), 1:48.72 (2022).
- Люк Грінбенк проплив ще за 1:48.65 (2020).
- Метт Греверс проплив ще за 1:48.97 (2015).
- Крістіан Дінер проплив ще за 1:49.04 (2021), 1:49.14 (2014).
- Климент Колесников проплив ще за 1:49.06 (2020).
- Канеко Масакі проплив ще за 1:49.11 (2017), 1:49.18 (2016).
- Іріє Рьосуке проплив ще за 1:49.18 (2020).
- Мевен Томак проплив ще за 1:49.21 (2023).
- Станіслав Донець проплив ще за 1:49.22 (2008).

### Жінки на довгій воді
- Актуально станом на лютий 2024[42]

| Міс. | Час     | Плавчиня                   | Дата              | Місце          | Пос.   |
| ---- | ------- | -------------------------- | ----------------- | -------------- | ------ |
| 1    | 2:03.14 | Кейлі Маккіон (AUS)        | 10 березня 2023   | Сідней         | [ 22 ] |
| 2    | 2:03.35 | Реган Сміт (USA)           | 26 липня 2019     | Кванджу        |        |
| 3    | 2:04.06 | Міссі Франклін (USA)       | 3 серпня 2012     | Лондон         |        |
| 4    | 2:04.81 | Керсті Ковентрі (ZIM)      | 1 серпня 2009     | Рим            |        |
| 5    | 2:04.94 | Анастасія Зуєва (RUS)      | 1 серпня 2009     | Рим            |        |
| 6    | 2:05.08 | Фебе Бейкон (USA)          | 27 квітня 2022    | Грінсборо      | [ 43 ] |
| 7    | 2:05.13 | Раян Вайт (плавчиня) (USA) | 27 квітня 2022    | Грінсборо      | [ 43 ] |
| 8    | 2:05.42 | Кайлі Масс (CAN)           | 31 липня 2021     | Токіо          | [ 44 ] |
| 9    | 2:05.56 | Маргеріта Панцієра (ITA)   | 31 березня 2021   | Риччоне        | [ 45 ] |
| 10   | 2:05.68 | Емілі Сібом (AUS)          | 29 липня 2017     | Будапешт       |        |
| 11   | 2:05.77 | Клер Курзан (USA)          | 17 лютого 2024    | Доха           | [ 46 ] |
| 12   | 2:05.85 | Катінка Хоссу (HUN)        | 29 липня 2017     | Будапешт       |        |
| 13   | 2:05.99 | Майя Дірадо (USA)          | 12 серпня 2016    | Ріо-де-Жанейро |        |
| 14   | 2:06.06 | Белінда Гокінг (AUS)       | 30 липня 2011     | Шанхай         |        |
| 15   | 2:06.09 | Маргарет Гользер (USA)     | 29 червня 2008    | Омаха          |        |
| 16   | 2:06.14 | Кетлін Бейкер (USA)        | 9 серпня 2018     | Токіо          |        |
| 17   | 2:06.18 | Елізабет Бейсел (USA)      | 2 серпня 2012     | Лондон         |        |
| 18   | 2:06.29 | Elizabeth Pelton (USA)     | 25 червня 2013    | Індіанаполіс   |        |
| 19   | 2:06.36 | Тейлор Рак (CAN)           | 2 березня 2018    | Атланта        |        |
| 20   | 2:06.46 | Чжао Цзін (CHN)            | 13 листопада 2010 | Гуанчжоу       |        |
| 21   | 2:06.54 | Kennedy Noble (USA)        | 28 червня 2023    | Індіанаполіс   | [ 47 ] |
| 22   | 2:06.62 | Крістіна Егерсегі (HUN)    | 25 серпня 1991    | Афіни          |        |
| 23   | 2:06.64 | Лор Маноду (FRA)           | 26 квітня 2008    | Дюнкерк        |        |
| 24   | 2:06.66 | Джемма Споффорт (GBR)      | 1 серпня 2009     | Рим            |        |
| 25   | 2:06.74 | Пен Сюйвей (CHN)           | 29 липня 2023     | Фукуока        | [ 48 ] |

#### Нотатки
Нижче подано список інших часів, однакових або кращих за 2:06.74:
- Реган Сміт пропливла ще за 2:03.69 (2019), 2:03.80 (2023), 2:03.99 (2024), 2:04.27 (2023), 2:04.76 (2023), 2:04.94 (2023), 2:05.28 (2022), 2:05.34 (2023), 2:05.65 (2022), 2:05.94 (2020), 2:06.01 (2019), 2:06.16 (2020), 2:06.43 (2018), 2:06.46 (2018), 2:06.47 (2019).
- Кейлі Маккіон пропливла ще за 2:03.70 (2023), 2:03.85 (2023), 2:04.18 (2023), 2:04.21 (2024), 2:04.28 (2021), 2:04.31 (2021), 2:04.49 (2020), 2:04.64 (2022), 2:04.68 (2021), 2:04.81 (2023), 2:05.08 (2022), 2:05.16 (2020), 2:05.31 (2022), 2:05.51 (2021), 2:05.55 (2021), 2:05.60 (2022), 2:05.66 (2021), 2:05.83 (2020), 2:05.85 (2022), 2:06.02 (2023), 2:06.26 (2019), 2:06.35 (2019), 2:06.38 (2020), 2:06.41 (2022), 2:06.47 (2023).
- Міссі Франклін пропливла ще за 2:04.76 (2013), 2:05.10 (2011), 2:05.68 (2013), 2:05.90 (2011), 2:06.12 (2012), 2:06.33 (2013), 2:06.34 (2015), 2:06.46 (2013).
- Фебе Бейкон пропливла ще за 2:05.12 (2022), 2:05.93 (2022), 2:06.40 (2021), 2:06.46 (2021), 2:06.59 (2023).
- Керсті Ковентрі пропливла ще за 2:05.24 (2008), 2:05.86 (2009), 2:06.39 (2008), 2:06.72 (2009).
- Маргеріта Панцієра пропливла ще за 2:05.72 (2019), 2:06.08 (2021), 2:06.18 (2018), 2:06.41 (2019), 2:06.59 (2019), 2:06.62 (2019), 2:06.64 (2019), 2:06.67 (2019).
- Раян Вайт (плавчиня) пропливла ще за 2:05.73 (2021), 2:05.77 (2023), 2:06.39 (2021).
- Емілі Сібом пропливла ще за 2:05.81 (2015, 2017), 2:06.17 (2021), 2:06.38 (2021), 2:06.56 (2015), 2:06.59 (2016), 2:06.66 (2017), 2:06.69 (2015).
- Анастасія Зуєва пропливла ще за 2:05.92 (2012), 2:06.59 (2012).
- Кайлі Масс пропливла ще за 2:05.94 (2019), 2:05.97 (2017), 2:05.98 (2018), 2:06.57 (2019), 2:06.62 (2019), 2:06.67 (2021).
- Катінка Хоссу пропливла ще за 2:06.03 (2016), 2:06.05 (2016), 2:06.09 (2016), 2:06.18 (2015).
- Маргарет Гользер пропливла ще за 2:06.23 (2008).
- Клер Курзан пропливла ще за 2:06.35 (2023), 2:06.39 (2023).
- Кетлін Бейкер пропливла ще за 2:06.38 (2017), 2:06.43 (2018), 2:06.46 (2020), 2:06.48 (2017), 2:06.66 (2017).
- Елізабет Бейсел пропливла ще за 2:06.39 (2009), 2:06.55 (2012).
- Белінда Гокінг пропливла ще за 2:06.40 (2014), 2:06.49 (2016), 2:06.66 (2013), 2:06.68 (2012).
- Тейлор Рак пропливла ще за 2:06.41 (2018), 2:06.42 (2018), 2:06.70 (2019).

### Жінки на короткій воді
- Актуально станом на листопад 2023[49]

| Міс. | Час     | Плавчиня                           | Дата              | Місце        | Пос.   |
| ---- | ------- | ---------------------------------- | ----------------- | ------------ | ------ |
| 1    | 1:58.94 | Кейлі Маккіон (AUS)                | 28 листопада 2020 | Брисбен      |        |
| 2    | 1:59.23 | Катінка Хоссу (HUN)                | 5 грудня 2014     | Доха         |        |
| 3    | 1:59.25 | Мінна Атертон (AUS)                | 23 листопада 2019 | Лондон       |        |
| 4    | 1:59.35 | Дарина Зевіна (UKR)                | 26 серпня 2016    | Шартр        |        |
| 5    | 1:59.49 | Емілі Сібом (AUS)                  | 26 листопада 2015 | Сідней       |        |
| 6    | 2:00.03 | Міссі Франклін (USA)               | 22 жовтня 2011    | Берлін       |        |
| 7    | 2:00.15 | Анастасія Шкурдай (BLR)            | 10 листопада 2023 | Берестя      | [ 50 ] |
| 8    | 2:00.18 | Shiho Sakai (JPN)                  | 14 листопада 2009 | Берлін       |        |
| 9    | 2:00.27 | Beata Nelson (USA)                 | 22 листопада 2020 | Будапешт     |        |
| 10   | 2:00.53 | Клер Курзан (USA)                  | 18 грудня 2022    | Мельбурн     | [ 51 ] |
| 11   | 2:00.69 | Кетлін Бейкер (USA)                | 6 жовтня 2018     | Будапешт     |        |
| 12   | 2:00.71 | Lisa Bratton (USA)                 | 13 грудня 2018    | Ханчжоу      |        |
| 13   | 2:00.83 | Elizabeth Simmonds (GBR)           | 16 грудня 2011    | Атланта      |        |
| 14   | 2:00.91 | Керсті Ковентрі (ZIM)              | 11 квітня 2008    | Манчестер    |        |
| 15   | 2:01.24 | Белінда Гокінг (AUS)               | 22 жовтня 2011    | Берлін       |        |
| 16   | 2:01.26 | Кіра Туссен (NED)                  | 4 листопада 2021  | Казань       | [ 52 ] |
| 16   | 2:01.26 | Кайлі Масс (CAN)                   | 18 грудня 2022    | Мельбурн     | [ 51 ] |
| 18   | 2:01.29 | Amy Bilquist (USA)                 | 30 жовтня 2020    | Будапешт     |        |
| 19   | 2:01.33 | Courtney Bartholomew (USA)         | 11 грудня 2015    | Індіанаполіс |        |
| 20   | 2:01.45 | Маргеріта Панцієра (ITA)           | 6 грудня 2019     | Глазго       |        |
| 21   | 2:01.57 | Устінова Дарія Костянтинівна (RUS) | 4 грудня 2015     | Нетанья      |        |
| 22   | 2:01.58 | Раян Вайт (плавчиня) (USA)         | 19 грудня 2021    | Абу-Дабі     | [ 53 ] |
| 23   | 2:01.64 | Белла Сімс (USA)                   | 5 листопада 2022  | Індіанаполіс | [ 54 ] |
| 24   | 2:01.66 | Тейлор Рак (CAN)                   | 20 грудня 2017    | Лозанна      |        |
| 25   | 2:01.67 | Алексіанна Кастель (FRA)           | 17 грудня 2010    | Дубай        |        |
| 25   | 2:01.67 | Теракава Ая (JPN)                  | 14 листопада 2009 | Берлін       |        |

#### Нотатки
Нижче подано список інших часів, однакових або кращих за 2:01.67:
- Кейлі Маккіон пропливла ще за 1:59.26 (2022), 1:59.48 (2022).
- Мінна Атертон пропливла ще за 1:59.48 (2019), 2:00.58 (2019), 2:01.59 (2019).
- Катінка Хоссу пропливла ще за 1:59.75 (2015), 1:59.84 (2015), 1:59.95 (2015), 2:00.05 (2017), 2:00.18 (2017), 2:00.37 (2017), 2:00.52 (2016), 2:00.53 (2017), 2:00.79 (2016), 2:00.85 (2014), 2:01.00 (2018), 2:01.17 (2014), 2:01.24 (2016), 2:01.48 (2016), 2:01.59 (2017), 2:01.60 (2014), 2:01.66 (2016).
- Емілі Сібом пропливла ще за 1:59.94 (2018), 2:00.13 (2014), 2:00.65 (2017), 2:01.04 (2020), 2:01.13 (2018), 2:01.15 (2017), 2:01.16 (2020), 2:01.37 (2018), 2:01.41 (2017), 2:01.56 (2020), 2:01.58 (2016), 2:01.60 (2018).
- Міссі Франклін пропливла ще за 2:00.14 (2011), 2:01.53 (2015).
- Beata Nelson пропливла ще за 2:00.33 (2021), 2:00.43 (2022), 2:01.31 (2020), 2:01.65 (2020).
- Дарина Зевіна пропливла ще за 2:00.47 (2016), 2:00.75 (2016), 2:00.81 (2013), 2:00.97 (2016), 2:01.17 (2013), 2:01.25 (2016), 2:01.47 (2013), 2:01.61 (2016), 2:01.62 (2013), 2:01.66 (2013).
- Кетлін Бейкер пропливла ще за 2:00.79 (2018), 2:00.85 (2018), 2:01.22 (2019), 2:01.57 (2019).
- Elizabeth Simmonds пропливла ще за 2:00.91 (2015), 2:01.48 (2009).
- Lisa Bratton пропливла ще за 2:00.99 (2020), 2:01.00 (2018), 2:01.61 (2020).
- Белінда Гокінг пропливла ще за 2:01.30 (2011).
- Кайлі Масс пропливла ще за 2:01.45 (2021).
- Анастасія Шкурдай пропливла ще за 2:01.51 (2021).
- Маргеріта Панцієра пропливла ще за 2:01.56 (2018).
- Amy Bilquist пропливла ще за 2:01.61 (2019).